# Dipartimento di Podor
Il dipartimento di Podor (fr. Département de Dagana) è un dipartimento del Senegal, appartenente alla regione di Saint-Louis. Il capoluogo è la cittadina di Podor.
Il dipartimento si estende su una zona pianeggiante nella parte orientale della regione di Saint-Louis, lungo la sponda sinistra del fiume Senegal, che segna anche il confine con la Mauritania.
Il dipartimento di Podor comprende 12 comuni e 4 arrondissement, a loro volta suddivisi in 10 comunità rurali.
comuni:
- Podor
- Golléré
- Ndioum
- Ndiandane
- Mboumba
- Guédé Chantier
- Démette
- Galoya Toucouleur
- Aéré Lao
- Pété
- Bodé Lao
- Walaldé

arrondissement:
- Cas-Cas
- Gamadji Saré
- Thile Boubacar
- Salde